# Primera fila: Hecho realidad
Albums de Ha*Ash
A Tiempo
(2011) 30 de febrero
(2017)
Vidéos par Ha*Ash
En vivo
(2019)
Singles
1. Perdón, Perdón
Sortie : 22 septembre 2014
2. Lo aprendí de ti
Sortie : 6 mars 2015
3. Ex de Verdad (en)
Sortie : 25 mai 2015
4. No te quiero nada (en)
Sortie : 30 septembre 2015
5. Dos Copas de Más (en)
Sortie : 11 décembre 2015
6. Sé Que Te Vas (en)
Sortie : 26 avril 2016

Primera fila: Hecho realidad est le premier album live du groupe Ha*Ash, sorti le  11 novembre 2014. Cet album est depuis novembre 2014,  Diamant +  Or.

## Singles
1. 22 septembre 2014 : Perdón, perdón  ( Mexique: 4 × Platine +  Or)[1]
2. 6 mars 2015 : Lo aprendí de ti ( Mexique: 4 × Platine)[1]
3. 25 mai 2015 : Ex de Verdad (en) ( Mexique: 2 × Platine)[1]
4. 30 septembre 2015 : No te quiero nada (en) ( Mexique: Or)[1]
5. 4 novembre 2015 : Dos Copas de Más (en) ( Mexique: Platine)[1]
6. 26 avril 2016 : Sé Que Te Vas (en) ( Mexique: Or)[1]

## Crédits
- Ashley Grace: chants , chœurs, guitare[2],[3]
- Hanna Nicole: chants , chœurs, guitare, piano
- Pablo De La Loza: producteurs, arrangements des cordes
- Tim Mitchell: producteurs, guitare, basse, arrangements des cordes
- George Noriega: producteurs, arrangements des cordes
- Julio Ramirez: chœurs .
- Paul Forat: basse .
- Ezequiel Ghilardi: batterie.
- Gonzalo Herrerias:  basse
- Joy Huerta: chœurs .
- Ben Peeler: guitare

## Liste des chansons

### Édition Standard[4]
| No  | Titre                                         | Auteur                                                | Durée |
| --- | --------------------------------------------- | ----------------------------------------------------- | ----- |
| 1.  | Soy Mujer                                     | Ashley Grace, Hanna Nicole, Aureo Baqueiro            | 4:19  |
| 2.  | Estés Donde Estés                             | Aureo Baqueiro, Salvador Rizo                         | 4:06  |
| 3.  | Te Dejo en Libertad                           | Ashley Grace, Hanna Nicole, José Luis Ortega          | 4:02  |
| 4.  | Perdón, Perdón                                | Ashley Grace, Hanna Nicole, José Luis Ortega          | 3:46  |
| 5.  | Dos Copas de Más (en)                         | Ashley Grace, Hanna Nicole, Pablo Preciado            | 3:42  |
| 6.  | ¿Qué Hago Yo?                                 | Soraya                                                | 3:32  |
| 7.  | No Tiene Devolución                           | Ashley Grace, Hanna Nicole, Joy Huerta, Julio Ramirez | 3:33  |
| 8.  | Qué Más Da (feat. Joy Huerta & Julio Ramirez) | Ashley Grace, Hanna Nicole, Joy Huerta, Julio Ramirez | 3:20  |
| 9.  | Ex de Verdad (en)                             | Ashley Grace, Hanna Nicole, Beatriz Luengo            | 4:07  |
| 10. | No te quiero nada (en) (feat. Axel)           | Aureo Baqueiro                                        | 3:58  |
| 11. | Sé Que Te Vas (en) (feat. Matisse)            | Ashley Grace, Hanna Nicole, Pablo Preciado            | 4:03  |
| 12. | Lo Aprendí de Ti                              | Ashley Grace, Hanna Nicole, José Luis Ortega          | 3:17  |
| 13. | Odio Amarte                                   | Ashley Grace, Hanna Nicole, Aureo Baqueiro            | 4:18  |
| 14. | His Eyes on the Sparrow                       | Civilla D. Martin, Charles H. Gabriel                 | 3:46  |

### Édition Deluxe[5]
| 1.  | Soy Mujer                                     | Ashley Grace, Hanna Nicole, Aureo Baqueiro            | 4:19 |
| 2.  | Estés Donde Estés                             | Aureo Baqueiro, Salvador Rizo                         | 4:06 |
| 3.  | Te Dejo en Libertad                           | Ashley Grace, Hanna Nicole, José Luis Ortega          | 4:02 |
| 4.  | Perdón, Perdón                                | Ashley Grace, Hanna Nicole, José Luis Ortega          | 3:46 |
| 5.  | Dos Copas de Más (en)                         | Ashley Grace, Hanna Nicole, Pablo Preciado            | 3:42 |
| 6.  | ¿Qué Hago Yo?                                 | Soraya                                                | 3:32 |
| 7.  | No Tiene Devolución                           | Ashley Grace, Hanna Nicole, Joy Huerta, Julio Ramirez | 3:33 |
| 8.  | Qué Más Da (feat. Joy Huerta & Julio Ramirez) | Ashley Grace, Hanna Nicole, Joy Huerta, Julio Ramirez | 3:20 |
| 9.  | Ex de Verdad (en)                             | Ashley Grace, Hanna Nicole, Beatriz Luengo            | 4:07 |
| 10. | No te quiero nada (en) (feat. Axel)           | Aureo Baqueiro                                        | 3:58 |
| 11. | Sé Que Te Vas (en) (feat. Matisse)            | Ashley Grace, Hanna Nicole, Pablo Preciado            | 4:03 |
| 12. | Lo Aprendí de Ti                              | Ashley Grace, Hanna Nicole, José Luis Ortega          | 3:17 |
| 13. | Odio Amarte                                   | Ashley Grace, Hanna Nicole, Aureo Baqueiro            | 4:18 |
| 14. | His Eyes on the Sparrow                       | Civilla D. Martin, Charles H. Gabriel                 | 3:46 |

| 15. | Quédate Lejos (feat. Maluma)       | Ashley Grace, Hanna, Pablo Preciado   | 3:55 |
| 16. | No Soy Yo                          | Ashley Grace, Hanna, Leonel García    | 3:44 |
| 17. | Pedazos                            | Soraya                                | 4:02 |
| 18. | Te Quedaste (Acustic)              | Áureo Baqueiro, Leonel García         | 4:06 |
| 19. | ¿Qué Haré Con Este Amor? (Acustic) | Alejandra Alberti, Bruno Danza        | 3:28 |
| 20. | Si Pruebas una Vez (Acustic)       | Ángela Dávalos                        | 3:13 |
| 21. | Ex de Verdad (Big Band)            | Ashley Grace, Hanna, Beatriz Luengo   | 3:58 |
| 22. | Perdón, Perdón (Big Band)          | Ashley Grace, Hanna, José Luis Ortega | 4:04 |
| 23. | At Last (Big Band)                 | Mack Gordon, Harry Warren             |      |

| 1.  | Soy Mujer [live] (Video)                                   |  |
| 2.  | Estés Donde Estés [live] (Video)                           |  |
| 3.  | Te Dejo en Libertad [live] (Video)                         |  |
| 4.  | Perdón, Perdón [live] (Video)                              |  |
| 5.  | ¿Qué Hago Yo? [live] (Video)                               |  |
| 6.  | No Tiene Devolución [live] (Video)                         |  |
| 7.  | Ex de Verdad [live] (Video)                                |  |
| 8.  | Dos Copas de Más [live] (Video)                            |  |
| 9.  | Lo Aprendí de Ti [live] (Video)                            |  |
| 10. | Sé Que Te Vas [live] (feat. Matisse Video)                 |  |
| 11. | Odio Amarte [live] (Video)                                 |  |
| 12. | No te quiero nada ve] (feat. Axel Video)                   |  |
| 13. | Me Entrego a Ti [acustic] (Video)                          |  |
| 14. | Qué Más Da [live] (feat. Joy Huerta & Julio Ramirez Video) |  |
| 15. | His Eyes on the Sparrow [live] (Video)                     |  |
| 16. | Quédate Lejos [live] (feat. Maluma Video)                  |  |
| 17. | Si Pruebas una Vez [acustic] (Video)                       |  |
| 18. | Documentary film                                           |  |

## Charts et Certifications

### Classements
| Classement (2014)                  | Position |
| ---------------------------------- | -------- |
| Mexique (Amprofon)                 | 1        |
| États-Unis (Billboard Latin Album) | 16       |
| Espagne (Promusicae)               | 52       |

### Certifications et ventes
| Pays       | Certification | Ventes  |
| ---------- | ------------- | ------- |
| Mexique    | Diamant + Or. | 330 000 |
| Chili      | Or            | 5 000   |
| Argentine, | Or            | 20 000  |
| Pérou,     | 2 × Platine   | 40 000  |
| Colombie,  | Platine       | 10 000  |
| États-Unis | Platine       | 60 000  |

## notes et références
1. 1 2 3 4 5 6 7 8  « Certifications (Ha-Ash - Ha*Ash) - AMPROFON », sur amprofon.com.mx (consulté le 12 juin 2020)
2. ↑  (en-US) « Primera Fila: Hecho Realidad - Ha*Ash | Credits », sur AllMusic (consulté le 24 mai 2019)
3. ↑  (en) « Primera fila: Hecho realidad by Ha-Ash », sur Genius (consulté le 24 mai 2019)
4. ↑  (es-MX) HA-ASH Primera Fila - Hecho Realidad de Ha-Ash (lire en ligne)
5. ↑  (es-MX) HA-ASH Primera Fila - Hecho Realidad de Ha-Ash (lire en ligne)
6. ↑  « WebCite query result », sur www.webcitation.org (consulté le 31 janvier 2019)
7. ↑  « Ha*Ash - Chart history > Albums », sur www.billboard.com (consulté le 4 février 2019)
8. ↑  « spanishcharts.com - Spanish charts portal », sur spanishcharts.com (consulté le 31 janvier 2019)
9. 1 2 3 4  (es-MX) « Las reinas del Sold Out HA*ASH son todo un éxito con su #Gira100AñosContigo - Sony Music Entertainment México », Sony Music Entertainment México,‎ 1er juin 2018 (lire en ligne, consulté le 20 novembre 2018)
10. 1 2  (es) « Ha*ash deja un regalo para su público español », sur Cadena Dial, 14 mars 2016 (consulté le 13 octobre 2019)
11. ↑  (es-MX) « Ha*Ash conquistó Perú y Colombia con su #Gira100AñosContigo y recibe Doble Disco de Platino por 1F y Doble Single de Platino por "100 años" — OCESA Seitrack | Agencia Artística », sur OCESA Seitrack (consulté le 13 octobre 2019)
12. ↑  (es) peruinforma, « Ha Ash », sur Peruinforma (consulté le 23 février 2019)